# Anna Wrangel
Anna Wrangel von Brehmer, född Faehte 9 juni 1876 i Düsseldorf, död 17 september 1941 i Landskrona, var en tysk-svensk, målare, tecknare och grafiker.
Anna Wrangel von Brehmer var gift 1905–1917 med friherre Hans Jurgen Wrangel von Brehmer samt mor till Isabella Anna Wrangel von Brehmer. Som konstnär räknade hon sig själv som autodidakt men redan som sextonåring studerade hon teckning i Düsseldorf och i mitten av 1890-talet studerade hon skulptur i Paris. Tillsammans med sin man ställde hon ut på Konstakademien i Stockholm, Malmö och Göteborg 1916 och tillsammans med Einar Jolin på Gummesons konsthall 1917. Hon medverkade i Baltiska utställningen 1914 och i Föreningen Svenska Konstnärinnors utställning på Liljevalchs konsthall 1917 samt några av Skånes konstförenings samlingsutställningar i Malmö. Hon var representerad i Parissalongen och i en internationell utställning i San Francisco där hon tilldelades en silvermedalj. Hennes konst består huvudsakligen av porträtt men hon utförde även några stads- och landskapsskildringar i en impressionistisk stil med motiv från Sverige och utlandet.